# Llorenç Bosch Lliteras
Llorenç Bosch Lliteras (Manacor, 7 de desembre de 1968) és un advocat i polític mallorquí, senador per Mallorca en la X legislatura.
Llicenciat en dret i militant del Partido Popular, fou escollit regidor de l'ajuntament de Manacor a les eleccions municipals espanyoles de 2007 i 2011. Fou escollit senador per Mallorca a les eleccions generals espanyoles de 2011. És membre suplent de la Diputació Permanent del Senat.
En maig de 2014 va protagonitzar una rebel·lió interna en el Partit Popular juntament amb els altres senadors balears quan, seguint la consigna de José Ramón Bauzà Díaz, van trencar la disciplina de vot i votà a favor d'una moció del PSOE que demanava la paralització de les prospeccions d'hidrocarburs en el Mediterrani, raó per la qual fou multat pel seu partit amb 300 euros.